# Гемотрансфузійний шок
Гемотрансфузійний шок (АВ0-конфлікт, АВ0 реакція несумісності , англ. Acute hemolytic transfusion reaction(AHTR), Delayed hemolytic reactions(DHTR)) — небезпечний для здоров'я та життя пацієнта стан, що виникає при переливанні несумісної крові.

## Класифікація
За етіологічним чинником:
- Справжній (прямий) (при переливанні крові несумісної за системою AB0)
- Несправжній (непрямий) (при переливанні крові несумісної за системою резус-фактора)

## Етіологія
Причиною виникнення даного шоку, є введення в судинне русло реципієнта, крові донора (консервована, свіжоконсервована), препаратів крові (відмиті еритроцити, тромбоцити і т.д.) які є несумісними, найчастіше за системами груп крові: AB0 та резус-фактора.

## Патогенез
Якщо уникнути пояснення складних біохімічних та фізичних процесів, тоді коли донорська кров чи її компоненти змішуються з кров'ю реципієнта, відбувається аглютинація та руйнування еритроцитів(гемоліз) донора внаслідок взаємодії з аглютинінами(антитілами) реципієнта, або ж іноді, можливий гемоліз еритроцитів реципієнта під впливом аглютинінів крові донора (особливо при масивних переливаннях).
Злиплі еритроцити порушують мікроциркуляцію (за рахунок обтураційного синдрому) та частково проходять через ниркові канальці і в сечі проявляється кров. Частина аглютинованих еритроцитів зазнають інтенсивного і жорсткого руйнування для подальшої обробки та для відновлення нормальної мікроциркуляції. Через масове утворення продуктів гемолізу частина з них осідає в шкірі — проявляється клінічно жовтяниця слизових та шкірних покривів.
Поступово ниркові канальці блокуються аглютинованими еритроцитами — клінічно з'являються ознаки ГНН.
На любому з етапів (аглютинація — внутрішньо судинне згортання, гемоліз чи ГНН) у пацієнта може виникнути критичний стан загрозливий для життя — шок.
Якщо пацієнта виводять з шоку, він поступово видужує, в іншому випадку, як правило, наступає смерть.

## Клінічні прояви
Прямий гемотрансфузійний шок (англ. Acute hemolytic transfusion reaction(AHTR)) — може виникати до 24 годин після завершення переливання крові (найчастіше в перші 2 години) — першим симптомом є гематурія (мікрогематурія та макрогематурія)
Непрямий гемотрансфузійний шок (англ. Delayed hemolytic reactions(DHTR)) — може виникати від 1-14 діб після завершення переливання крові (найчастіше 3 доби), — першим симптомом є субіктеричність та/чи жовтяниця.
Так як переливання крові несумісної по системі AB0 викликає появу більш швидкої відповіді в організмі пацієнта, основні симптоми будуть:
- гематурія
- загальна слабкість, холодний піт, відчуття тепла-холоду
- біль, який найчастіше локалізується в попереку, рідше за грудиною
- тремтіння
- падіння артеріального тиску
- тахікардія
- можливе порушення свідомості (ступор, сопор) аж до втрати
- жовтяниця
- ГНН
- кома
- симптоматичні прояви: задишка, нудота, блювання, біль в інших частинах тіла та ін..

## Невідкладна допомога
У разі появи перших ознак гемотрансфузійного шоку переливання крові припиняють, систему для переливання крові від'єднують(голку з вени не виводять!) і підключають систему із кровозамінником (найчастіше сольовий розчин NaCl 0,9%, темп введення повільний).
Подача кисню (через маску чи катетери)
Вводять Β-2-адреноміметик:
0,01 мг/кг адреналін, при відсутності протипоказань
90-120 мг преднізолону
Бронхолітики: 10 мл 2,4 % розчину еуфіліну,
Діуретики(сечогінні): 1 мг/кг  або до 100 мг фуросеміду
Антигістамінні препарати: піпольфен, супрастин
Наркотичні анальгетики: промедол, омпнопон
Продовжити інфузійну терапію. Вводять реополіглюкін, поліглюкін, желатиноль.
Для одержання лужної реакції сечі вводять 4 % розчин натрію гідрокарбонату.
Для виведення вільного гемоглобіну переливають полійонні розчини. Високоефективним є масивний плазмаферез.
Для запобігання внутрішньосудинній коагуляції доцільно ввести 5000 ОД гепарину
антиферментні препарати (контрикал).
Після виведення пацієнта із шоку і за наявності гострої ниркової недостатності проводять гемодіаліз за допомогою апарата «штучна нирка». У період одужання призначають симптоматичну терапію.

## Особливості терміну
Номенклатурно, у англомовних країнах не виділяють такий вид шоку (окрім старих досліджень, які "підтверджують" пізніші дослідження СРСР).
Симптомокомплекс Г.ш. називають Гемолітичні трансфузійні реакції (англ. Hemolytic Transfusion Reactions(HTR)). Проте, якщо не лікувати HTS — це приведе до клінічних проявів шоку.
На 2019 рік питання не диспутується в наукових колах, проте наукові та офіційні джерела часто суперачать у визначеннях та термінах

.